# Marek Dziuba
Marek Dziuba (Łódź, 19 december 1955) is een voormalig profvoetballer uit Polen, die zijn actieve carrière in 1992 beëindigde bij Sint-Truiden in België.

## Clubcarrière
Dziuba speelde als verdediger veertien seizoenen in zijn vaderland voor ŁKS Łódź en Widzew Łódź, voordat hij in 1987 naar België vertrok om zich aan te sluiten bij Sint-Truiden. Daar speelde hij vijf jaar, tot hij zijn loopbaan beëindigde in 1992.

## Interlandcarrière
Dziuba kwam in totaal 53 keer (één doelpunt) uit voor de nationale ploeg van Polen in de periode 1977–1984. Hij maakte zijn debuut op 13 april 1977 onder bondscoach Jacek Gmoch in de vriendschappelijke uitwedstrijd tegen Hongarije (2-1), net als Adam Nawałka. Vijf jaar later eindigde Dziuba met Polen op de derde plaats bij de WK-eindronde in Spanje. Zijn 53ste en laatste interland speelde hij op 31 oktober 1984 in Mielec tegen Albanië (3-1), toen hij na 76 minuten inviel voor Roman Wójcicki.
| Interlanddoelpunt | Interlanddoelpunt | Interlanddoelpunt | Interlanddoelpunt | Interlanddoelpunt | Interlanddoelpunt | Interlanddoelpunt | Interlanddoelpunt |
| #                 | Datum             | Locatie           | Wedstrijd         | Goal(s)           | Score             | Uitslag           | Wedstrijd         |
| ----------------- | ----------------- | ----------------- | ----------------- | ----------------- | ----------------- | ----------------- | ----------------- |
| 1                 | 19/11/1980        | Krakau            | Polen – Algerije  | 69'               | 4 – 0             | 5 – 1             | Oefeninterland    |

## Erelijst
Widzew Łódź
- Pools bekerwinnaar

1985